# 津田梅子
津田 梅子（つだ うめこ、旧暦 元治元年12月3日〈新暦 1864年12月31日〉- 1929年〈昭和4年〉8月16日）は、日本の女子教育家。日本初の女子留学生の一人で、女子英学塾（現：津田塾大学）の創設者であり、日本における女子教育の先駆者と評価される。また、欧米の学術雑誌に論文が掲載された最初の日本人女性である。聖公会の信徒。
初名はうめ（「むめ」と書いた）。戸籍上は梅であったが、1902年（明治35年）に父である津田仙の戸籍から分籍した際に梅子に改めた。

## 生涯
旧暦 元治元年12月3日（新暦 1864年12月31日）、津田仙・初子夫妻の次女として、江戸の牛込南御徒町（現在の東京都新宿区南町）に生まれる。父である仙は、小島家（下総佐倉藩上士、禄高は120石）の三男として生まれて津田家（幕臣）に婿入りした人であり、梅子が生まれた時点では江戸幕府に出仕して外国奉行支配通弁（通訳官）を務めていた。仙は、梅子が3歳の頃には幕府の軍艦受取委員会の使節の随員として福沢諭吉らと共に渡米するなどしたが、元号が明治に改まるとともに官職を辞した。1869年（明治2年）、仙は外国人の旅行者のために設けられた「ホテル館」という洋風旅館へ勤めはじめ、津田家は向島へ移った。その頃から梅子は手習を始め、浅草まで踊りの稽古に通った。当時の梅子は踊りが好きで、その筋の良さを師匠も認めていたと伝えられている。

### 日本最初の女子留学生

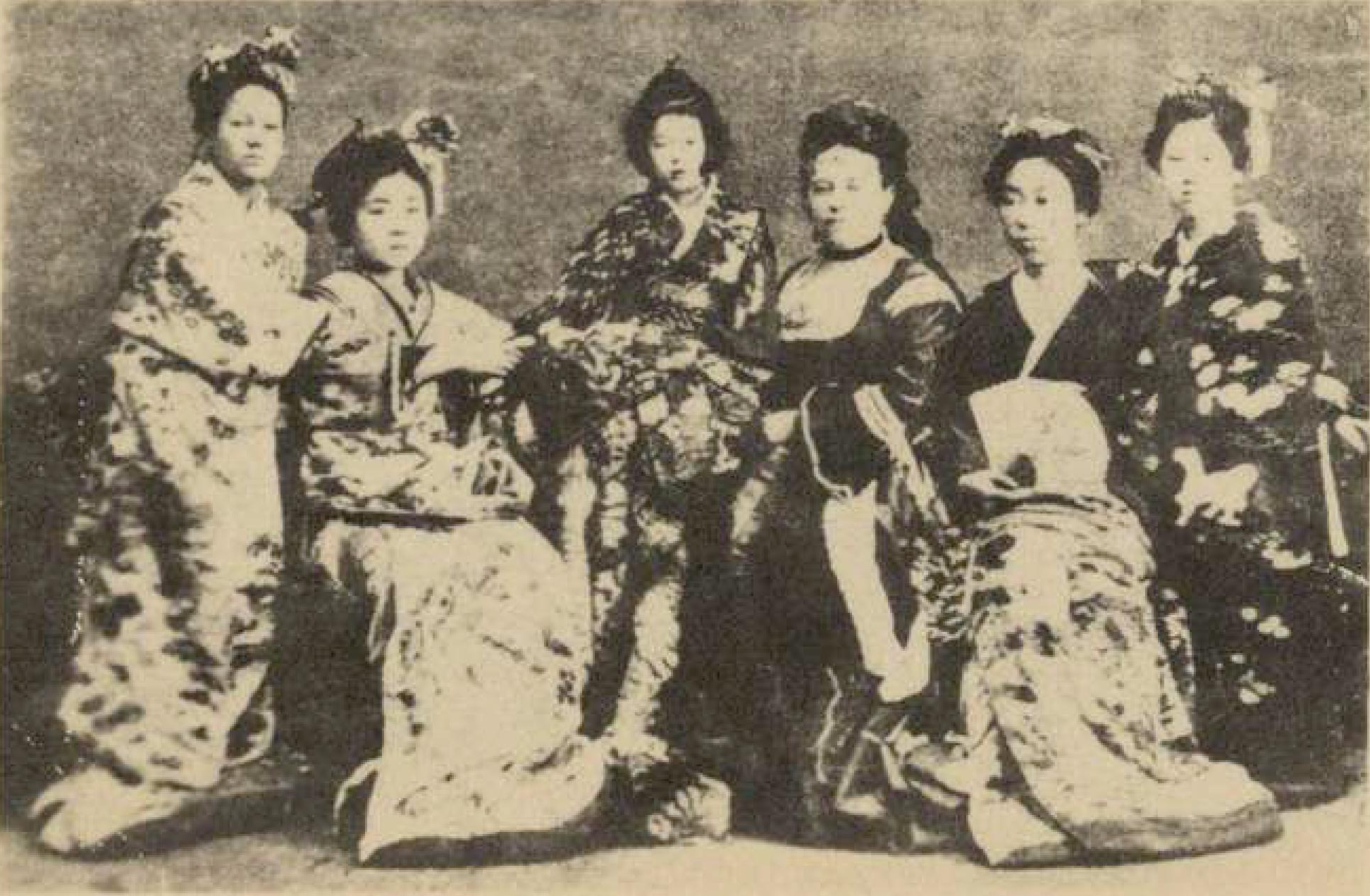
サンフランシスコ滞在中の女子留学生5名、ならびにデ・ロング 駐日アメリカ公使夫人。新暦1872年1月。左から、山川捨松、上田悌子、津田梅子、デ・ロング夫人、吉益亮子、永井繁子。

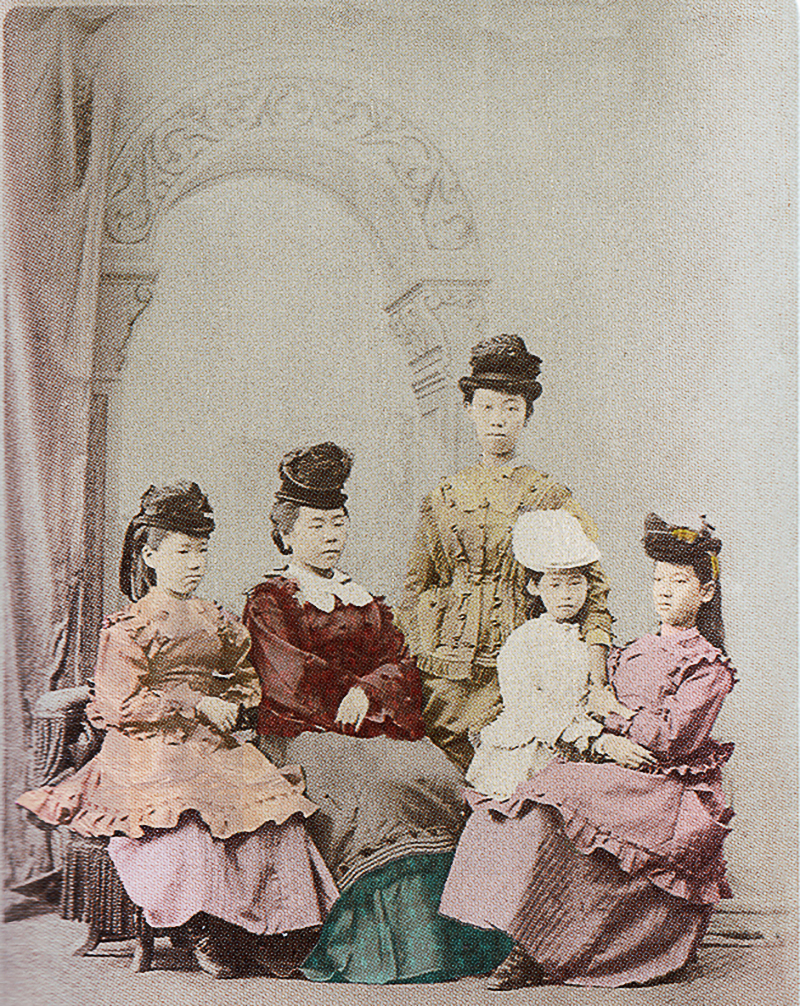
シカゴ滞在中の女子留学生5名。新暦1872年2月。左から、永井繁子、上田悌子、吉益亮子、津田梅子、山川捨松。

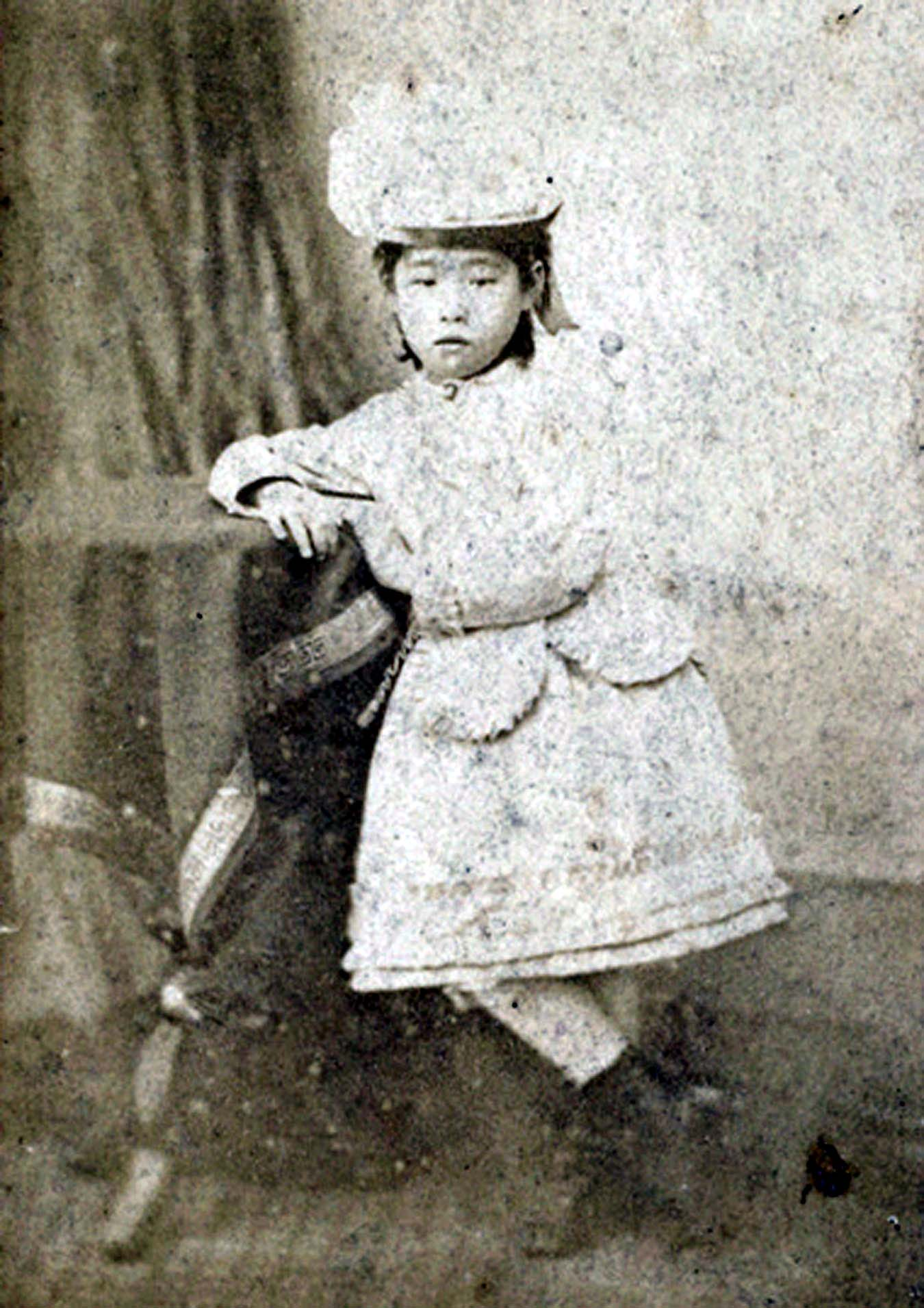
7歳の頃の梅子。ワシントンD.C.で撮影。梅子の服装は、シカゴ滞在中に撮った5人での記念写真での服装と同じである。

1871年（明治4年）に津田仙は開拓使嘱託となり、津田家は三田へ移った。同年10月、アメリカ訪問時に男女平等・女子教育の必要性を実感した開拓次官の黒田清隆が正院（太政官の最高意思決定機関）に伺い出て実現させた開拓使による女子留学生のアメリカ派遣事業に、仙は梅子を応募させた。
梅子が渡米の9か月後に書いた"A little girl's stories" と題する英文の絵日記（2022年〈令和4年）現在、津田塾大学 津田梅子資料室 所蔵）には「父は、最初は姉の琴子（1862年-1911年）を留学に応募させるつもりでしたが、姉は拒否しました。その後で父から留学の話を聞いた私は、アメリカに行きたい、と自分の意志で答えました」という旨が記されている。
官費女子留学生（留学期間は10年）に提示された待遇は「日本政府が旅費・学費・生活費を全額負担した上で、さらに奨学金として毎年800ドルを支給する」という破格のものであったが、官費女子留学生の募集に応じたのは、明治政府から冷遇されていた旧幕府側（幕臣または賊軍）士族の少女5名のみであった。
1. 上田悌子[注 5]（幕臣・上田畯の娘[30][31]、満14歳[25]）
2. 吉益亮子（幕臣・吉益正雄の娘[31]、満14歳[25]）
3. 山川捨松（会津藩家老・山川浩の妹[31]、満11歳[25]）
4. 永井繁子（幕臣・永井玄栄の養女[25][31]、かつ幕臣・益田孝の実妹[25][31]、満8歳[25]）
5. 津田梅子（幕臣・津田仙の娘[31]、満6歳[25]）

※各人の満年齢は、日本を出国した新暦1871年12月23日現在。
開拓使は応募した5名全員を官費女子留学生に推挙し、正院にて承認された。
出発に先立ち、女子留学生5人は士族の女子としては歴史上初めて皇后への拝謁を許され、明治4年11月（旧暦）に他の官費留学生とともに岩倉使節団に随行して渡米した。
新暦1871年12月23日（本節は以下新暦で記す）に横浜を出港し、1872年1月15日にサンフランシスコに入港。同年1月31日にサンフランシスコを5両編成の貸切列車で出発し、大陸横断鉄道を経由してワシントンD.C. へ向かったが、40年ぶりとされる大雪により日程が遅れた（ソルトレイクシティで18日間待機）。2月25日にシカゴに到着、翌日の夜にはワシントンD.C.に向けて出発した。5人の女子留学生はアメリカに到着後もなかなか洋服を買ってもらえずにいたが、岩倉具視に談判の末シカゴでようやく洋服を買い与えられた。シカゴで撮影した、洋装に着替えた5人の記念写真が残されている。

### 第二の両親、ランマン夫妻
新暦1872年2月29日にワシントンD.C.に到着すると、梅子は吉益亮子と共に、ワシントンD.C.近郊のジョージタウンに住むチャールズ・ランマン （1819年-1895年）に預けられた。著名な画家・著述家・旅行家であったランマンは、当時、日本弁務使館書記官（Secretary of the Japanese Legation）を務めていた。ランマン夫人（Mrs. Adeline Lanman, 1826年-1914年）は、ジョージタウンの裕福な家庭に生まれ、高等女学校に相当する学校を卒業した女性であった。新暦1872年5月1日には駐米少弁務使森有礼の斡旋で、留学生5人はワシントン市内に集められて同じ家に住まわされ、生活に必要な最低限の英語の勉強をさせられた。同年10月末（新暦）には、上田悌子は体調不良を、吉益亮子は勉強に支障が出るほど目を悪くしたことを理由に帰国した。残った3人が梅子、山川捨松（のちの大山捨松）、永井繁子（のちの瓜生繁子）である。この3人はトリオと呼ばれ生涯親しくしており、梅子がのちに「女子英学塾」（のちの津田塾大学）を設立する際に2人は助力する（→#女子英学塾を創設）。
2人の留学生の帰国を機に残った3人は再び別々にアメリカの家庭に預けられることとなり、梅子は再びランマン家に預けられた。梅子はそこで10年を過ごすこととなった。ランマン家は家計にゆとりがある文化的な家庭であり、ランマン夫妻は梅子を実の娘同様に慈しんだ。当初はランマン家に梅子が預けられるのは1年間の予定であったが、期限が近づいた時期の、ランマン夫妻の書簡（出典には宛先の記載なし）には「仮に梅子の留学が打ち切られるようなことがあれば、私どもが梅子の養育費や教育費を負担して預かり続ける覚悟です」という旨が記載されている。梅子自身もランマン夫妻を深く敬慕し、日本に帰国した1882年（明治15年）から、ランマン夫人が1914年（大正3年）に88歳で亡くなる直前まで、数百通に及ぶ手紙をランマン夫人に書き送っている。
梅子は英語、ピアノなどを学びはじめ、市内のコレジエト・インスティチュートへ通う。渡米の9か月後には、アメリカへの渡航について詳細を述べた "A little girl's stories" と題する英文の絵日記（2022年〈令和4年〉現在、津田塾大学 津田梅子資料室 所蔵）を書けるだけの英語能力を身につけてランマン夫妻を驚かせた。日本宛の手紙も英文で書くようになった。この頃にはキリスト教への信仰も芽生え、ランマン夫妻には信仰を薦められていないが、1873年（明治6年）7月に特定の教派に属さないペンシルベニア州フィラデルフィアの独立教会で洗礼を受けた。梅子に洗礼を授けた牧師は「感性と表現力は幾つか年上のアメリカの子より優れている。」（原文は英語、古木宜志子による和訳、）と梅子を評した。1878年（明治11年）にはコレジエト・インスティチュートを卒業し、私立女学校であるアーチャー・インスティチュートへ進学。ラテン語、フランス語などの語学や英文学のほか、自然科学や心理学、芸術などを学ぶ。ピアノはかなりの腕前に達し、帰国後は何度も人前で演奏した。また休暇にはランマン夫妻に連れられて各地への旅行を体験した。

### モリス夫人との出会い
アーチャー・インスティチュート在学中の梅子は、父である津田仙の知人であるウィリアム・コグスウェル・ホイットニーの紹介により、1882年（明治15年）2月または3月に、フィラデルフィアの資産家・慈善家・敬虔なクエーカーであるメアリ・モリス夫人（Mrs. Mary Harris Morris. 1836年-1924年. 夫はフィラデルフィア有数の大富豪であるウィスター・モリス）と知り合った。梅子は、日本に帰国した後も、モリス夫人と文通を続けた。
モリス夫人は梅子の良き理解者となり、
1. 梅子の2回目のアメリカ留学（1889年〈明治22年〉から1892年〈明治25年〉）の実現。
2. 日本の女性をアメリカに留学させる「日本婦人米国奨学金」の創設（1892年〈明治25年〉）。
3. 梅子が日本で創設した女子英学塾（現：津田塾大学）を経済的に支援する「フィラデルフィア委員会」の設立（1900年〈明治33年〉）。

のいずれにおいても主導的な役割を果たし、アメリカから梅子を支援し続けた。

### 帰国
開拓使からの1881年（明治14年）9月までの帰国命令により、ヴァッサー大学音楽科（3年制）を同年6月に卒業した永井繁子は、命令通りに10月に帰国した。一方、アーチャー・インスティチュート在学中の梅子、ヴァッサー大学本科（4年制）在学中の山川捨松は、1年間の延長を申請して認められた。梅子と捨松は1882年（明治15年）6月に各学校を卒業し、同年11月21日に帰国した。
なお、1882年（明治15年）11月に帰国した時点で、梅子は日本語を忘れていた（→#生涯、母語は英語）。

### 帰国後の活動

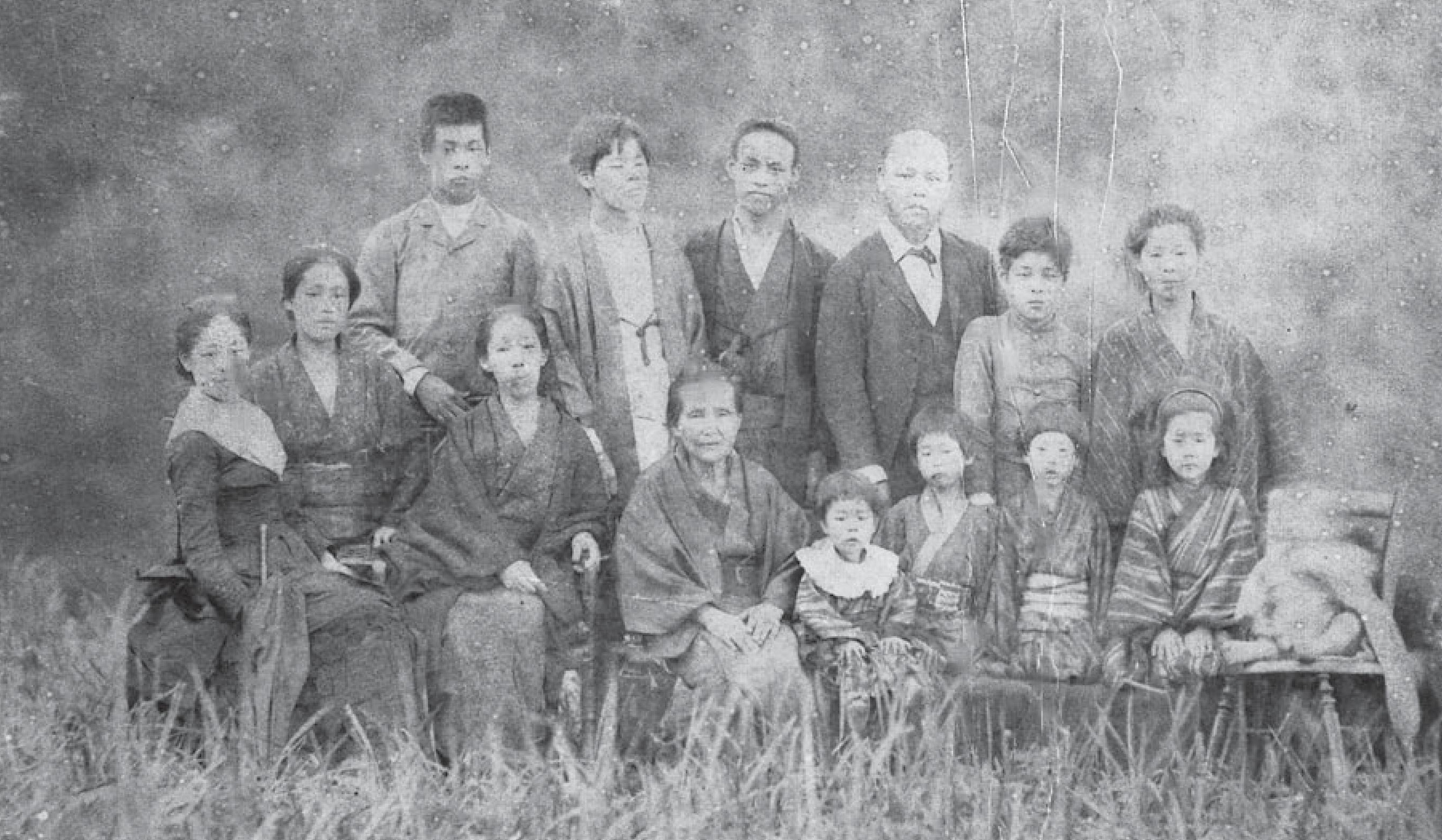
アメリカ留学（1回目）を終えた梅子とその家族。1886年（明治19年）9月4日、東京にて撮影。前列の左から梅子、上野琴子（梅子の姉）、津田初子（梅子の母）、津田ふく（梅子の祖母）。後列の左から3人目が上野栄三郎（梅子の姉である琴子の夫）、津田仙（梅子の父）。

#### 帰国後の待遇
官費女子留学生を所管していた開拓使は、梅子と山川捨松の帰国に先立つ1882年（明治15年）2月に廃止されており、彼女たちの管理は文部省に引き継がれていたが、11年間の留学を終えて帰国した2人に官職が用意されることはなく、両名は強い失望を味わった。梅子がそのことをアメリカのランマン夫人に書き送ると、梅子を実の娘同様に思う夫人は、アメリカに戻って来なさい、と梅子に返答した。梅子は、官費留学生としてアメリカに派遣された以上、日本に留まって恩返しをする「道義的責任」（Moral Obligation）があります、アメリカに戻る訳には行きません、とランマン夫人に再び書き送った。

#### 山川捨松と永井繁子
山川捨松は、帰国前には日本に女子のための学校を設立する希望を持ち、就職先が見つからない中で、女子に英語を教える私塾を独力で設立する計画を立てたが実現には至らなかった。また、文部省より東京女子師範学校（後の女子高等師範学校、東京女子高等師範学校、現：お茶の水女子大学）への奉職を打診されたが、日本語能力が乏しい為に辞退せざるを得なかった。1883年（明治16年）11月、捨松は政府高官（陸軍中将・参議・陸軍卿）で18歳年上の大山巌と結婚し、政府高官夫人の立場で留学で得た学識を生かす道を選んだ。
一方、ヴァッサー大学音楽科でピアノを専攻した永井繁子は、西洋音楽とピアノの専門知識及び技能を有する唯一の日本人であり、日本語能力が乏しくてもピアノの演奏と教授は可能であることから、帰国の4か月後、1882年（明治15年）3月2日付で文部省直轄の音楽取調掛（後の東京音楽学校、現：東京芸術大学音楽学部）の教師に採用され、日本最初のピアニストとして活躍した。繁子は、1882年（明治15年）12月に、アメリカで出会った瓜生外吉（海軍大尉）と恋愛結婚したが、その後も教師としてのキャリアを継続した。

#### 縁談を断る
帰国した翌年の1883年（明治16年）、梅子はアメリカのランマン夫人、及び上野栄三郎（梅子の姉である琴子の夫）の二人から、アナポリス海軍兵学校出身の海軍大尉で、「武人たる神学者」と呼ばれた敬虔なクリスチャンである世良田亮との結婚を再三勧められた。瓜生外吉・瓜生繁子夫妻も、二人の結婚を取り持とうとした。
ランマン夫人と上野は、いずれもアメリカ留学中の世良田に会って好印象を持ち、繁子がアメリカで出会った外吉と幸せな結婚生活を送っていることからも、世良田は梅子の配偶者にふさわしい、と考えた模様である。
しかし梅子は世良田との縁談を断り、ランマン夫人への手紙に
「どうぞセラタ氏のことはもう書かないで下さい。」（1883年5月26日付、原文は英語、大庭みな子による和訳、）
「もうこの話題は終りにしたい。私がもう一度掘りおこしたいと思うのでなければ、これが最後です。」（1883年6月10日付、原文は英語、亀田帛子による和訳、）
などと書き送った。

#### 伊藤博文との再会
帰国してから半年が経った1883年（明治16年）6月から6週間、瓜生繁子の口利きにより海岸女学校（青山学院の源流）で夏季休業中の英語教師として働く。
同年11月3日、外務卿井上馨の邸で開かれた天長節祝賀パーティに出席した梅子は、岩倉使節団で同行して以来初めて伊藤博文と再会する。11月26日、梅子は伊藤夫妻と共に、華族子女を対象とする私塾・桃夭女塾（桃夭女学校とも）を主宰していた下田歌子を訪問し、「梅子が下田に英語を教えること」、「下田が梅子に日本語を教えること」、「梅子が伊藤の妻と娘に英語や西洋式マナーを教えること」などが取り決められた。同年12月8日、伊藤邸での最初のレッスンを行った際、伊藤から客分として住込みの家庭教師を提案され、梅子は父親との相談の上で伊藤の提案を承諾、同年12月20日頃に伊藤邸へ引っ越した。
伊藤家の客分となった梅子は、下田と英語・日本語を教え合い、伊藤家の家庭教師 兼 通訳として働き、伊藤の娘にはピアノの指導も行った。1884年（明治17年）3月1日からは、梅子は桃夭女塾に英語教師として出講した。伊藤は、自邸に滞在する梅子に様々なことについて意見を求め、討論した。
梅子は、母の初子が病気になったため、同年6月末、半年間の家庭教師生活を終え、自宅に戻った。梅子は、伊藤が自分に様々な便宜を図ってくれたこと、政府高官である伊藤が自分に対等に接してくれたことを深く徳とし、後年まで伊藤と伊藤家に対して厚誼を欠かさなかった。

#### 華族女学校教授となる
1885年（明治18年）には伊藤の推薦で、学習院女学部から独立して設立された華族女学校で英語教師として教えることとなった（1885年〈明治18年〉9月、華族女学校教授補、宮内省御用掛、奏任官（高等官）に准じ取扱い、年俸420円）。石井筆子（後の静修女学校校長、滝乃川学園第2代学園長）が同女学校のフランス語教師を務めた。さらに1886年（明治19年）2月には職制変更で嘱託に、同年11月には華族女学校教授となった（高等官6等、年俸500円）。同校の女性教師のうち、高等官に列するのは学監の下田歌子（年俸1500円又はそれ以上）と梅子のみであった。梅子は華族女学校で3年余り教えたが、上流階級的気風には馴染めなかったと言われる。

### ふたたび留学

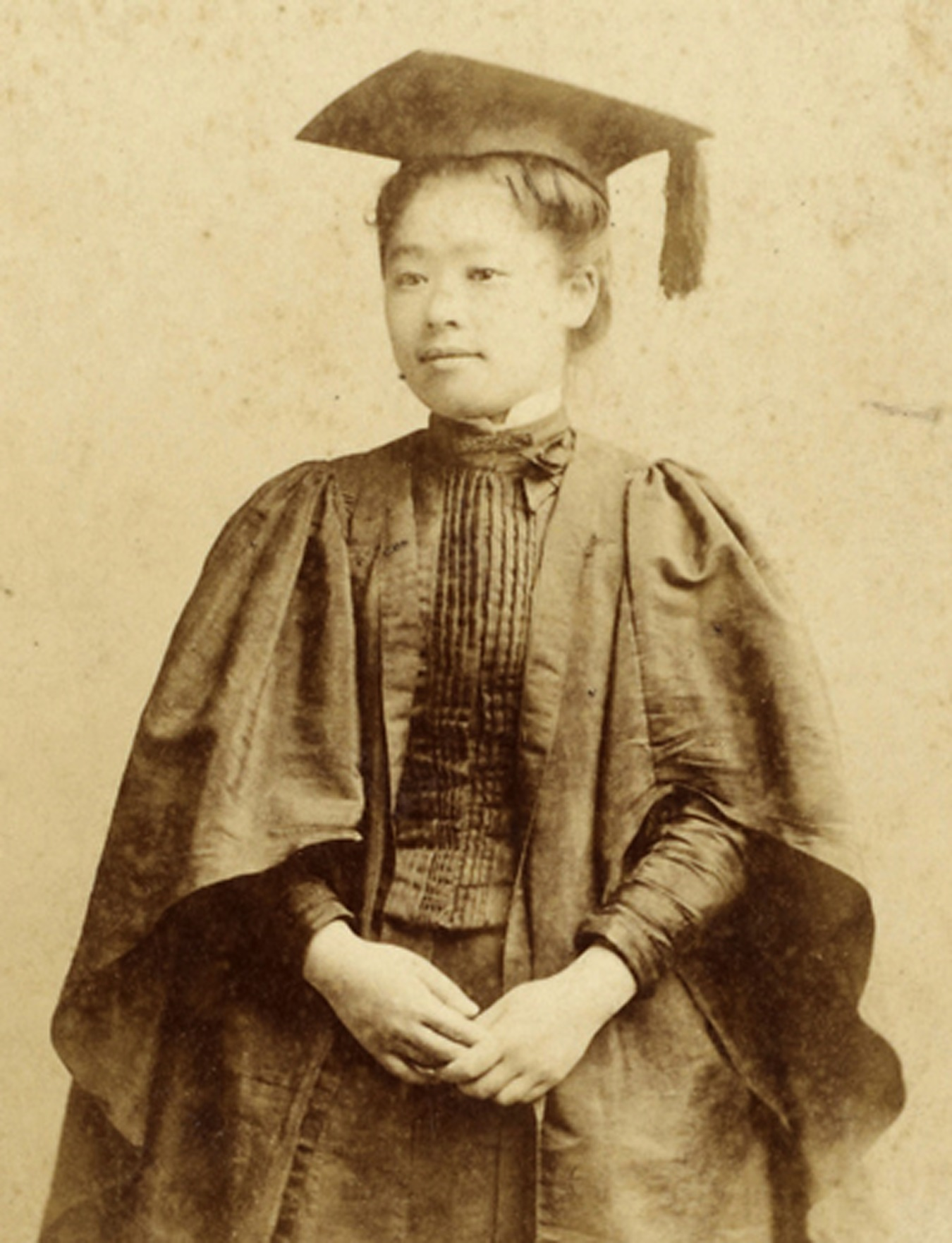
ブリンマー大学在学時（1890年〈明治23年〉）。

1888年（明治21年）に来日した留学時代の友人アリス・ベーコンに薦められ、梅子は再留学を決意。フィラデルフィアのモリス夫人に手紙で留学について相談すると、モリス夫人は、懇意にしているブリンマー大学のジェームス・E・ローズ学長に梅子の受け入れを要請し、ローズ学長はそれを即諾すると共に、梅子に対する「授業料の免除」と「寄宿舎の無償提供」を約した。また、華族女学校校長の西村茂樹は、梅子に同校教授としての規定通りの俸給を受けながらのアメリカ留学（2年間）を許可した。
梅子は1889年（明治22年）7月に再び渡米。当時は進化論におけるネオ・ラマルキズムが反響を呼んでおり、梅子はブリンマー大学で生物学を専攻する。梅子の2回目の留学は、当初は2年間の予定であったが、1年間の延長を華族女学校に願い出て認められた。
留学3年目の1891年（明治24年）から1892年（明治25年）の冬に、梅子は「蛙の発生」に関する顕著な研究成果を挙げた。ローズ学長による、ブリンマー大学理事会への1891年度報告書は「ミス・ツダの蛙の卵の軸の定位に関する研究は、その優秀性のゆえに、特に言及しておかねばならない。」（原文は英語、亀田帛子による和訳）と特記している。そして梅子の研究成果は、指導教官であるトーマス・ハント・モーガン博士（1933年 ノーベル生理学・医学賞）により、博士と梅子の2名を共同執筆者とする論文「蛙の卵の定位」（ "The Orientation of the Frog's Egg"）にまとめられ、1894年（明治27年）にイギリスの学術雑誌 Quarterly Journal of Microscopic Science, vol. 35.に掲載された。梅子は、欧米の学術雑誌に論文が掲載された最初の日本人女性である。モーガン博士は、帰国した梅子宛の手紙（1893年〈明治26年〉10月14日付）において「私たちはあなたにすぐにアメリカに戻って欲しいといつも願っています。」（原文は英語、亀田帛子による和訳）と、科学者としての梅子を高く評価する言葉を記している。
さらに、教育・教授法に関してはペスタロッチ主義教育の中心校として知られるニューヨーク州のオスウィーゴ師範学校で半年間学んだ。
なお、アリス・ベーコンは日本習俗に関心を持ち、日本女性に関する研究をしていた。アリスがアメリカへ帰国し、研究成果 Japanese girls and womenを出版する際に梅子は手助けした。これは梅子が日本の女性教育に関心を持つきっかけになったとも言われている。留学3年目に入った梅子は、日本女性のアメリカ留学のための奨学金設立を発起し、講演や募金活動などを始めた（→#日本婦人米国奨学金）。

### 教育者として
1892年（明治25年）6月にブリンマー大学での2年半の修学を終えた梅子は、同学での生物学研究の継続を提案されたが辞退し、1892年（明治25年）8月に帰国し、再び華族女学校に奉職した。同年、米国聖公会が運営する大阪の照暗女学校が京都へ移転して新しい学校（平安女学院）の設立が決まり、ジョン・マキム（日本聖公会主教）により梅子を新校長に招聘することを決めた。梅子も学校再編案に大変興味を示し、華族女学校の辞職を文部省が認めてくれればという条件で申し出を受諾した。しかし、文部省が梅子の辞職を認めなかったため、適当な校長を得るまで開校を延期することとなった。
梅子は華族女学校で教職を続けながら、自宅に寄宿させるなど女学生への積極的援助を行い、1894年（明治27年）には明治女学院講師も務めた。1898年（明治31年）5月、女子高等師範学校（後の東京女子高等師範学校、現：お茶の水女子大学）教授を兼任。同年6月にはアメリカのコロラド州デンバーで開催された万国婦人連合大会（GFWC International Convention）に日本婦人代表として参加するため私費で渡米。3千人の聴衆を前に日本の女子教育について演説を行ない、翌日には新聞に「小さな日本婦人の演説」と掲載されて反響を呼んだ。その後英国各地やパリを訪問し、英国ではナイチンゲールとの面会も果たし、翌1899年（明治32年）7月に帰国した。1899年（明治32年）の暮、梅子は高等官5等に昇格し、年俸は800円となった。

### 女子英学塾を創設
成瀬仁蔵の女子大学創設運動や、1899年（明治32年）の高等女学校令・私立学校令による法整備で女子教育への機運が高まると、梅子は「自らの学校」を開く活動を開始。
フィラデルフィアのモリス夫人、ブリンマー大学学長であるM・ケアリ・トマスなど、梅子の志に共鳴するアメリカの人々は、モリス夫人を委員長とする「フィラデルフィア委員会」（The Philadelphia  Permanent Committee for Tsuda College）を1900年（明治33年）春に組織して、梅子の学校（Miss Tsuda's School）を支える寄付金を継続的に集めて日本へ送り続けた。
1900年（明治33年）3月、フィラデルフィア委員会からの最初の送金となる1500ドルが梅子に届いた。アナ・ハーツホンは「フィラデルフィア委員会から届いた1500ドルが、梅子を大きく後押しした」という旨を後に回想している。

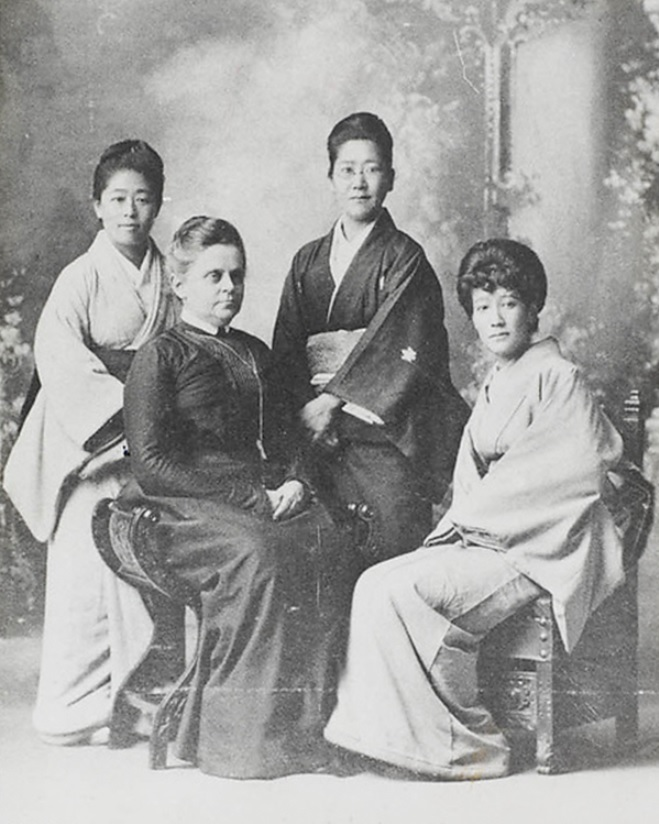
1901年（明治34年）頃、女子英学塾の創設当時の梅子と協力者たち。左から、梅子、アリス・ベーコン、瓜生繁子、大山捨松。

アリス・ベーコン（梅子を助けるためにアメリカから来日）、大山捨松、瓜生繁子、新渡戸稲造、巌本善治、上野栄三郎、桜井彦一郎（櫻井鴎村）らの協力者の助力を得た梅子は、1900年（明治33年）7月、華族女学校教授 兼 女子高等師範学校教授の官職（高等官5等、年俸800円。当時の36歳の日本人女性にとっての最高の職業的地位）を辞し、私立学校令に基づく「女子英学塾」の設立願を東京府知事に提出して認可を受ける。同年9月14日、「女子英学塾」を東京市麹町区一番町（現：東京都千代田区三番町）の借家に開校、華族平民の別なき女子教育を志向して一般女子の教育を始めた。開校時の学生は10名であった。
女子英学塾は、それまでの良妻賢母主義的な女子教育と違い、進歩的で自由なレベルの高い授業が評判となった。学生数10名で1900年（明治33年）に出発した塾は、8年後の1908年（明治41年）には学生数150名に達した。
一方で、塾の教育の厳しさも評判となり、開校当初は脱落者が相次いだ（→#厳格な英語教師）。
梅子、アリス（1902年〈明治35年〉4月に2年の任期を終えてアメリカに帰国）、アナ・ハーツホン（1902年〈明治35年〉5月にアリスと入れ替わりでアメリカから来日）らは無報酬で塾に奉仕していたものの、授業料収入（学生1名につき年額24円）のみでは学生・教師の増加に伴う塾の拡張（土地建物購入）も見込めず、塾の経営は常に厳しかった。資金面で大きな助力となったのは、主にアメリカの支援者からの寄付金で、梅子は支援者への手紙を書き続け、一か月に300通を書いたこともあった。塾顧問を務めていた大山捨松を介して、ヴァッサー大学の同級会（クラス・オブ・’82）から送られてきた50ドルの寄付金に対し、深く感謝を表し、使途の詳細を伝えた梅子の手紙（1902年〈明治35年〉8月31日付）が残っている。

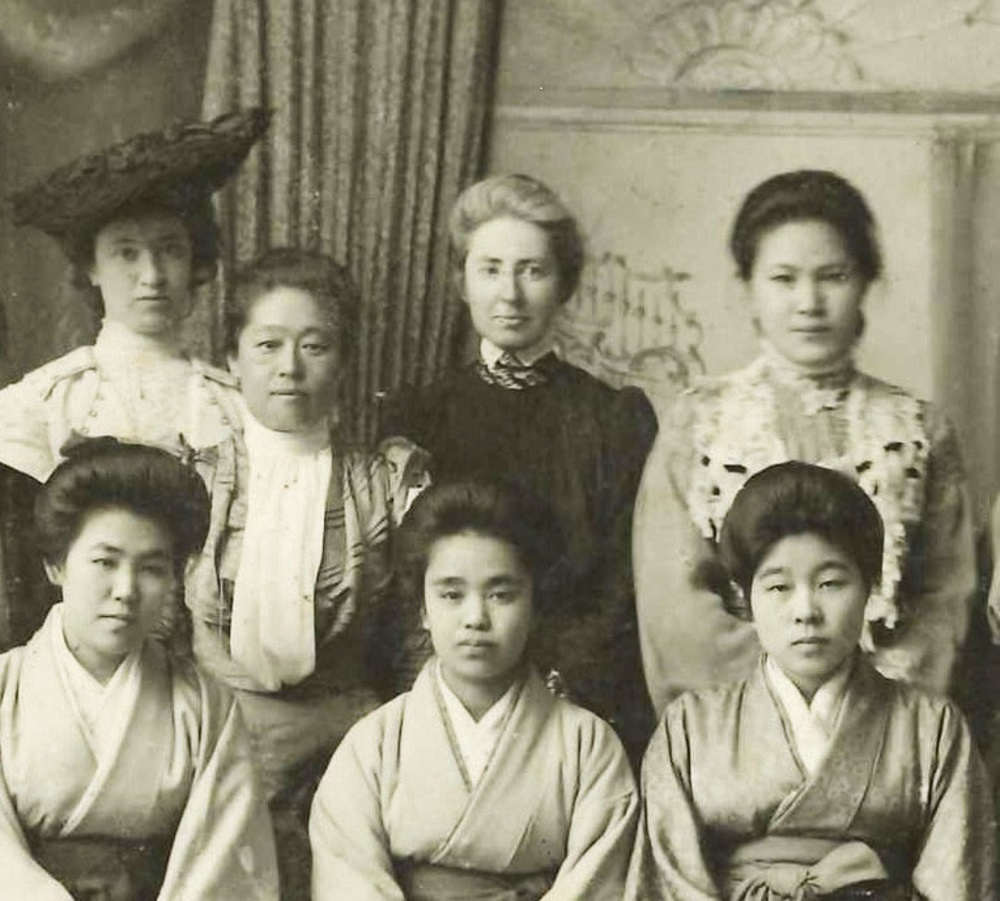
1905年（明治38年）の女子英学塾卒業式にて。後列の左から2人目が梅子（40歳）、3人目がアナ・ハーツホン（45歳）、4人目が河合道（27歳）。

東京市麹町区一番町で1900年（明治33年）9月に発足した塾は、東京市麹町区元園町（現：東京都千代田区麹町。1901年〈明治34年〉4月に移転）を経て、1903年（明治36年）2月、新築落成した東京市麹町区五番町（現：東京都千代田区一番町）の恒久的な校舎に移った。1902年（明治35年）夏の東京市麹町区五番町の土地建物購入時の代価は1万円で、ボストンのウッズ夫人（Mrs. Henry Woods）から寄せられた大口の寄付金で大部分が賄われた。また、1902年（明治35年）には、華族女学校での教員の同僚であり親交の深かった石井筆子から、女子英学塾に対して聖公会の静修女学校の校舎と生徒の譲渡を受けた。1904年（明治37年）には、同じく聖公会が運営する立教大学、立教女学校で校長をそれぞれ務めたジェームズ・ガーディナー、フローレンス・ピットマン夫妻が東京市麹町区五番町に転居して、夫妻は女子英学塾で講師を務め、梅子と後まで交流が続くこととなった。
1903年（明治36年）3月に専門学校令が公布されると、塾は翌年の1904年（明治37年）3月に専門学校（旧制）としての認可を受け、同年9月には、「社団法人女子英学塾」の設立許可により社団法人に移行した。さらに1905年（明治38年）9月、塾は私立女子教育機関としては初めて、無試験検定による英語教員免許状の授与権を与えられた。
1905年（明治38年）10月17日、梅子を会長として日本基督教女子青年会（日本YWCA）が創立された。1915年（大正4年）8月には、軽井沢の夏期学校で「日本の婦人運動」（Women's Movement in Japan）と題して講演、長時間議論を行った。その要旨は「ジャパン・アドバタイザー」で紹介され、後に米国の「クリスチャン・サイエンス・モニター」に掲載された。

### 長期の闘病、死去
1917年（大正6年）の春ごろ、52歳の梅子は体調を崩して入院する。2か月後に退院したものの、その後も入院と退院を繰り返した。
梅子は、この時期の日記（英文）に下記のように記した。
3度の入院を経て、これ以上塾長を務めることが難しいと自覚した梅子は、1919年（大正8年）の1月初めに塾の社員会に対して辞意を示した手紙を送った。同年2月、辻マツが塾長代理に就任し、梅子は塾長としての実質的な活動を終えた。
1919年（大正8年）の10月ごろ、親戚一同の計画で建てられた北品川御殿山（現：東京都品川区御殿山の付近）の住居が完成した。4度目の入院をしていた梅子は退院後ここに移り住み、以後10年間この家で過ごした。
1928年（昭和3年）11月12日、昭和天皇即位の大典に際して勲五等に叙され、瑞宝章を授けられた。1929年（昭和4年）1月、甥の津田眞（梅子の弟である津田純の四男）を養嗣子として迎えた。同年7月には、鎌倉の別荘に移り住んだ。
1929年（昭和4年）8月16日、脳出血のため死去。満64歳没。梅子の葬儀は、東京市麹町区五番町の女子英学塾講堂での校葬（キリスト教式）として行われ、会葬者は約1千人に上り、昭和天皇と皇后から祭祀金一封が下賜された。墓所は、東京都小平市に在る津田塾大学の構内にある。

### 塾のその後
塾は、広い校地を得られる郊外への移転、さらには早くからの梅子の念願であった「真の女子大学の設立」を目指して、1922年（大正11年）に東京府北多摩郡小平村（現：東京都小平市）に2万5千坪の校地を取得し、塾の拡張・女子大学の設立を目指す募金活動を開始した。しかし、1923年（大正12年）の関東大震災で、大火災に見舞われた東京市中心部に位置する麹町区五番町の校舎は全焼し、女子大学の設立どころか塾の存続すら危ぶまれる窮境となった。この危機に際し、既に63歳になっていたアナ・ハーツホンは、急遽アメリカに帰国し、梅子の実妹、かつ塾の卒業生でサンフランシスコに在住していた安孫子余奈子（1880年-1944年）の協力を得て、50万ドル（公定為替レートで100万円）を目標とする募金活動を展開した。3年間に渡るアナの献身的な努力により、塾は目標金額を達成する寄付金（総額は85万1784円12銭、利子を加えると100万円を超えた）を得て、塾の復興と小平キャンパスの建設を果たした。
塾は、1931年（昭和6年）に落成した小平キャンパスに移転し、梅子の死去から4年が過ぎた1933年（昭和8年）に梅子を記念して校名を「津田英学塾」に改めた。塾は太平洋戦争の戦禍を乗り越え、戦後の学制改革を経て「津田塾大学」となり、梅子の女子教育への思いを今に継承している。

### 紙幣肖像に採用

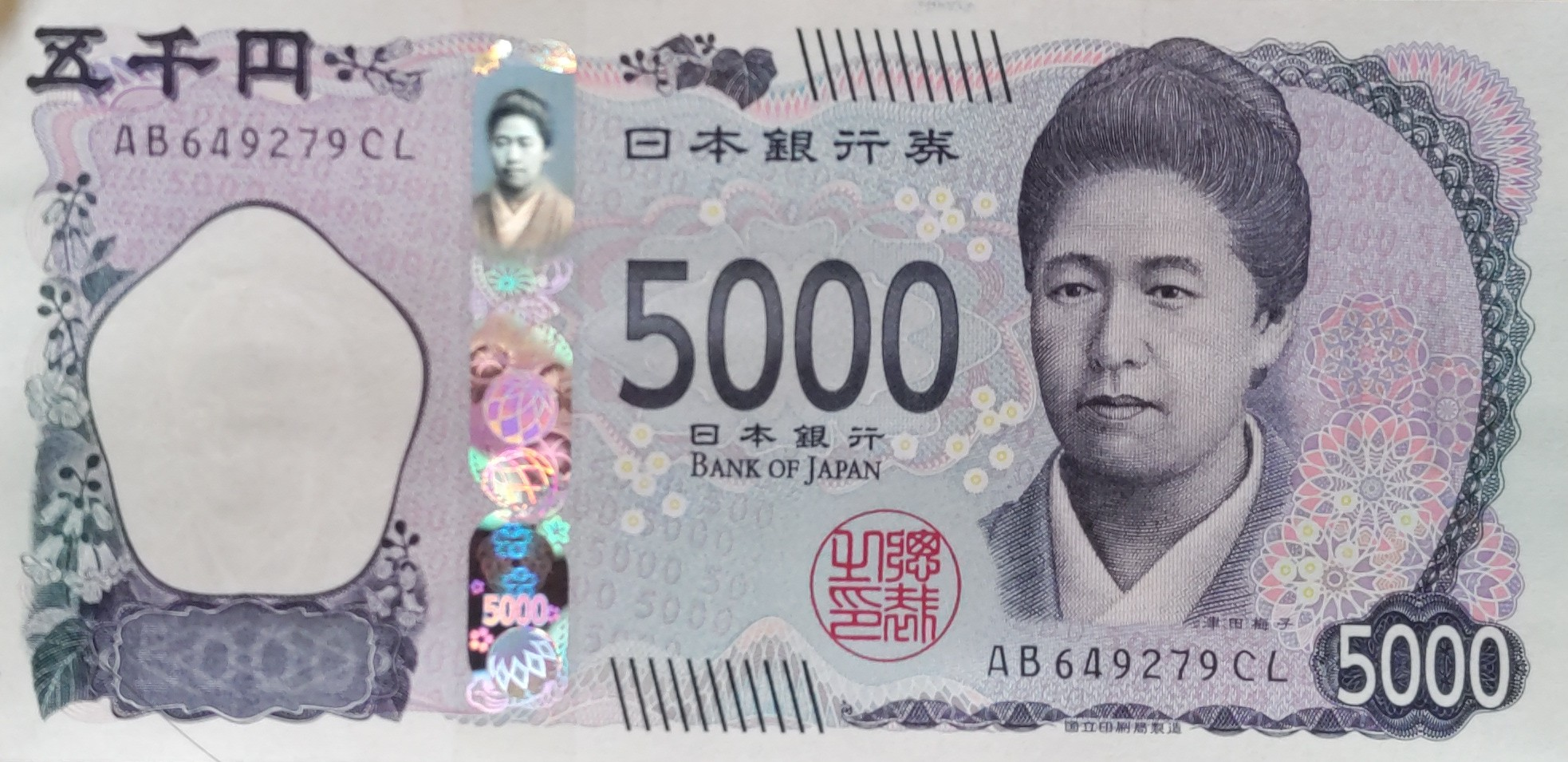
2024年7月3日発行の五千円札（F五千円券）

2024年（令和6年）上半期を目処に執行される予定の紙幣改定において、五千円紙幣に梅子の肖像が使用されることが決まり、2024年7月3日に東京・日本橋にある日本銀行本店で、津田梅子の肖像がデザインされた新五千円札が発行された。

## 日本婦人米国奨学金
梅子は、1回目のアメリカ留学（1871年〈明治4年〉から1882年〈明治15年〉）の際に、ペンシルベニア州フィラデルフィアの資産家・慈善家であるメアリー・モリス夫人（Mrs. Mary Harris Morris. 1836年-1924年）の知遇を得ていた（→#モリス夫人との出会い）。
2回目のアメリカ留学（1889年〈明治22年〉から1892年〈明治25年〉）中の1891年（明治24年）に梅子が日本女性をアメリカに留学させるための奨学金の創設活動を始めると、梅子の訴えに共鳴したモリス夫人は募金委員長を引き受けて8千ドルの基金を集め、1892年（明治25年）に「日本婦人米国奨学金」（American Scholarship for Japanese Women）が発足した。この奨学金は、基金の利子によって3-4年おきに1名を日本からアメリカに留学させ得る規模であった。この奨学金は、1976年（昭和51年）に発展的に解消するまでの間に、計25人の日本女性のアメリカ留学を実現させた。
後に著名になった受給者として下記の5名が挙げられる。
- 松田道 - 第1号受給者[195]。1893年（明治26年）に渡米し、1899年（明治32年）にブリンマー大学を卒業[193][注 39]。1922年（大正11年）に同志社女子専門学校（現：同志社女子大学）校長となった。
- 河井道 - 第2号受給者[195]。1904年（明治37年）にブリンマー大学を卒業[193]。のちに恵泉女学園を創立した。
- 鈴木歌子 - 第3号受給者[195]。1900年（明治33年）の女子英学塾発足時の教員の一人であった鈴木歌子は[197]、1904年（明治37年）から1906年（明治39年）にブリンマー大学で学んだ[193]。のちに女子学習院教授となった[198]。
- 星野あい - 第4号受給者[195]。1912年（明治45年／大正元年）にブリンマー大学を卒業[193]。梅子の後継者として第2代女子英学塾塾長となり、その後の塾の変遷と共に津田英学塾塾長、津田塾専門学校校長、津田塾大学学長を務めた。
- 藤田たき - 1925年（大正14年）にブリンマー大学を卒業[193]。のちに津田塾大学学長に就任し、女性初の国連総会日本政府代表も務めた[199]。

以上のように、この奨学金によって留学した多くの女性が、日本における女子教育の指導者となった。
また、梅子の母校であり、奨学金留学生を受け入れたブリンマー大学の卒業生には、レオニー・ギルモアなど、日本で英語教師となった者もいる。

## 人物像

### 生涯、母語は英語
「梅子の英語力は、母語話者と全く同等であった」旨を、梅子の2回目のアメリカ留学（1889年〈明治22年〉から1892年〈明治25年〉）の際に梅子と親交のあった2人の学者が証言している（→#生物学者としての可能性#古川安の考察）。
しかし、完璧な英語力を得た代償として、幼少からの11年間のアメリカ留学（1回目）を終えて1882年（明治15年）11月に帰国した際の梅子は、日本語を完全に忘れていた。留学時に梅子より年長であった山川捨松と永井繁子は、比較的早期に日本語を取り戻したが、梅子は日本語の習得に苦しんだ。生涯を通じて、梅子の話す日本語は外国人風の発音で、梅子の母語（思考の言語手段）は英語であった。捨松の娘の証言によると、捨松・繁子・梅子の3人同士の会話は常に英語であったという。
現存する梅子の書き物は、公的書類に「津田梅子」と漢字で署名したようなケースを除き、ほとんど全て英語である。生涯を通し、梅子が自らの名で発表した日本語の刊行物は少なくないが、いずれも梅子が自ら書いたものではなく、梅子が話すのを編者・記者が口述筆記したものと考えられる。

### 厳格な英語教師
英語教師として女子英学塾の教壇に立つ際は、極めて厳格であったことを示す逸話が多い。
開校当時の女子英学塾では、あまりの厳しさから脱落者が相次いだ。塾が開校した6年後の1906年（明治39年）に刊行された女学生向けのガイドブックには「女子英学塾の教育は極めて厳しく、並大抵の勉強ではついて行けない」旨が記されている。厳しさの背景には、高等女学校の英語教育のレベルが一般的に低い状況において、塾における3年間の教育で、英語教員免許状を取得できるレベルまで学生を鍛え上げねばならない、という事情もあった。
塾の学生たちに対しては「自学自習が基本であり、授業は疑問を解決する場」という方針を示し、学生たちは完璧な予習を求められた。英語の発音指導は特に厳しく、”No, no! Once more! Once more!” と、正しい発音をできるまで何十回でも繰り返させた。
塾の第1回卒業生の一人は、下記のように述べている。
女子英学塾塾長（第2代）・津田塾大学学長（初代）を務めた星野あい（1906年〈明治39年〉女子英学塾卒業）は、下記のように述べている。
塾の教え子の一人は、下記のように述べている。
女子英学塾の第10回卒業生であり、1910年（明治43年）前後に梅子の授業を受けた山川菊栄は、下記のように記している。
同じく山川菊栄の回想によると、良家の令嬢が集う華族女学校や女子高等師範学校の教授を務めていた時の梅子は、アメリカの習慣通りに鞭を持って教室に現れて令嬢たちを驚愕させた、という。

### 素顔の梅子
女子英学塾の第5回卒業生である岡村品子（1882年〈明治15年〉- 1984年〈昭和59年〉）の、1981年（昭和56年）における回想によると、塾の教壇に立つ時の梅子は基本的に和服姿（着物に袴）で、懐中時計を常に帯びていた。岡村は「梅子は自分より小柄であった」という旨を述べているが、吉川利一（梅子が病に倒れた1917年〈大正6年〉から1953年〈昭和28年〉までの40年近く、塾の事務方責任者である「幹事」を務め、『津田梅子』〈婦女新聞社、1930年〉を著した）は「梅子は、当時の日本女性の中でも小柄な部類であり、身長は140センチメートルを少し超える程度だった」という旨を述べている。岡村は塾の寄宿生で、塾に住み込んでいる梅子と寝食を共にしていたが、教壇を降りた梅子は朗らかでよく笑う人であり、アメリカ育ちとは思えないような、日本的かつ質素な生活をしていた。雑談をするときの梅子は、本題は英語で話し、次いで日本語で説明をする、といった、英語と日本語を随時切り替える話し方をした。
古木宜志子は
と述べ、清貧を尊び平等主義を旨とするクエーカーの梅子への影響を指摘している。

### 生物学者としての可能性

#### 中沢信午の見解
中沢信午（生物学者）は、下記のように述べている。

#### 古川安の考察
古川安は、「梅子が1892年（明治25年）以降もブリンマー大学に残って生物学の研究を続けたらどうなったか」について下記のように考察している。
1. トーマス・ハント・モーガン（ブリンマー大学での梅子の指導教官、1933年 ノーベル生理学・医学賞）とM・ケアリ・トマス（英語版）（ブリンマー大学学部長（Dean）、のちに同学学長）の2人は、いずれも梅子の生物学者としての前途を嘱望していた[104][220]。同学の他の教授たちも、学業優秀な梅子を高く評価していた[221]。
2. モーガンは、梅子の英語は完璧であり、母語話者と何ら変わりなかった、と駒井卓（モーガンの弟子[104]）に語った[104]。エドウィン・コンクリン（英語版）（生物学者）も同様のことを述べている[222]。
3. 梅子はブリンマー大学で学士号と博士号を取得し、モーガンの弟子としてアメリカでキャリアを重ね、いずれ大学教授のポストを得たであろう[223]。
4. 梅子と同世代の、アメリカの2名の女性生物学者のキャリアが参考になる。ブリンマー大学で、梅子と共にモーガンの実験助手を務めたアイダ・ヘンリエッタ・ハイド（英語版）（1857年-1945年）はカンザス大学教授となり、2022年（令和4年）現在も「アメリカにおける女性科学者の先駆け」として著名である[104][223][注 45]。梅子より10年ほど後にブリンマー大学で学んだアリス・ミドルトン・ボーリング（英語版）（1883年-1955年）はマウント・ホリヨーク大学教授となった[223]。

### 人物評

#### 寺沢龍の評
寺沢龍は、梅子を下記のように評している。

#### 大庭みな子の評
大庭みな子は、梅子を下記のように評している。

#### 山崎孝子の評
山崎孝子は、梅子を下記のように評している。

## 栄典
位階
- 1887年（明治20年）3月25日 - 正八位[229]
- 1893年（明治26年）5月20日 - 従七位[230]
- 1897年（明治30年）9月30日 - 正七位[231]
- 1900年（明治33年）1月20日 - 従六位[232]

勲章等
- 1915年（大正4年）11月10日 - 勲六等宝冠章[233]
- 1928年（昭和3年） - 勲五等瑞宝章[234]

外国勲章佩用允許
- 1919年（大正8年）7月 - ベルギー王国勲章

## 著作
共著
- 『女子大正りーだず　Girls' Taisho Readers』シリーズ （共著：熊本謙二郎） 東京開成館、1916年。
- 『女子新大正りーだず　Girls' New Taisho Readers』シリーズ （共著：熊本謙二郎） 東京開成館、1921年（修正3版）。
- 『ぱーる、りーだず　Pearl Readers』シリーズ （共著：熊本謙二郎） 東京開成館、1925年。

英訳
- 『国文英訳 花がたみ　Leaves from Japanese literature』（註：南日恒太郎） 英文新誌社、1906年。

校訂・編集
- 『Selected Stories in English』（for Japanese students arranged with notes） "The Present English" Office、1900年。
- 『名家小品　English Stories』（selected for Japanese students） 文武堂、1901年。
- 『英文 希臘神話　Old Greek Stories』（by James Baldwin） 英学新報社、1902年。
- 『英文 頓機翁物語　The Story of Don Quixote』（retold by Calvin Dill Wilson; adapted and abridged for Japanese students、解説：畔柳都太郎） 英学新報社、1902年。
- 『英文 法螺先生　The Adventures of Baron Munchausen』（retold by Ume Tsuda and Anna C. Hartshorne） 英学新報社、1902年。
- 『英文 氷洲の少年　The Story of Jon of Iceland』（by Bayard Taylor） 英学新報社、1903年。
- 『英文 二都譚　A Tale of Two Cities』（by Charles Dickens） 英学新報社、1903年。
- 『英語小品　Easy English Stories』（adapted for students of English） 英文新誌社、1905年。
- 『ハリファックス　John Halifax, Gentleman』（by Miss Mulock; adapted for Japanese students） 三省堂、1909年。
- 『ミゼラブル　Les Misérables』（by Victor Hugo; adapted and abridged for Japanese students） 三省堂、1912年。
- 『英文小品五題　Five Stories』（by Miss Edgeworth） 丁未出版社、1910年。
- 『英文小品』　全14題、丁未出版社、1918年。

## 系譜
生家の津田家は、桓武平氏織田氏流で織田信長とは同族。晩年に甥にあたる津田眞を養子に迎える。津田眞の娘・あい子と西郷隆盛の曾孫・西郷隆晄の次男として生まれた写真家津田直は祖父・津田眞と養子縁組をし、2000年津田梅子家当主を継いだ。また、司法通訳翻訳論者、社会学者、フィリピン研究者の津田守は又甥にあたる。梅子の伯母にあたる母 初の姉 高井武子は徳川家達の生母。梅子の祖母フクは栗沢汶右衛門（千人同心）の実姉と言われる。

## 関連作品

### テレビ
- 連続テレビ小説（NHK）
  - ハイカラさん - 1982年、演：清水泉
  - はね駒 - 1986年、演：伊藤榮子
- ドラマスペシャル 「鹿鳴館の貴婦人」（テレビ朝日） - 1990年2月6日、演：紺野美沙子
- 結婚の話なんかしないで!　津田梅子 明治“アラウンド20”の悩み（NHK『歴史秘話ヒストリア』） - 2011年、演：宮嶋麻衣[236]
- 大河ドラマ（NHK）
  - 八重の桜 - 2013年、演：河北麻友子[237]
  - 花燃ゆ - 2015年、演：知花くらら[238]
- ドラマ10（NHK）
  - 大奥 Season2 - 2023年、演：宮崎莉里沙[239]
- 津田梅子〜お札になった留学生〜（テレビ朝日） - 2022年、演：広瀬すず[240]、原田美枝子（晩年）[241]
- ワルイコあつまれ（NHK） - 2024年10月1日、番組内コーナー「慎吾ママの部屋」、演 : 近藤春菜

### 映画
- レオニー - 2010年、演：原田美枝子

### 漫画
- 大奥 - よしながふみ

### 郵便切手
- 「私立の女子高等教育の創始100周年記念」2000年9月22日発行、80円切手1種。[242]
- 「日本銀行券3券種の全面刷新」2024年6月19日発行、84円切手10種のうちの1種。[243]